# Bgheno-Noravank
Pour l’article homonyme, voir Noravank.
Bgheno-Noravank (en arménien Բղենո-Նորավանք) ou Noravank de Bghen est un monastère arménien situé dans le marz de Syunik, en Arménie. Il se dresse entre Kapan et Goris, dans la vallée du Vorotan, à deux kilomètres de la route M2 qui relie Erevan à la frontière iranienne au sud. 
Fondé en 936, l'établissement ne compte plus que des ruines du premier groupe de bâtiments ; un second groupe, dont une église mononef à voûte en berceau, en basalte et percée de trois accès (vers deux chapelles et un porche) lui donnant l'allure d'une trinef, est érigé en 1062, sur l'ordre de Grigor III, roi de Siounie. Perdu dans la forêt, le monastère est redécouvert en 1932 par l'écrivain Aksel Bakounts lors de l'exercice de ses activités d'ingénieur agronome, et est restauré dans les années 1960. Sa structure originale et les sculptures de l'église en font un monument unique.
Le monastère est également connu pour sa contribution à l'art de la miniature arménienne : c'est en effet dans son scriptorium qu'a été réalisé l'évangéliaire d'Etchmiadzin en 989.